# Time Breakers
Time Breakers es una serie limitada de cómic de cinco números publicada en 1997 bajo el efímero sello Helix de DC Comics. Fue escrita por Rachel Pollack e ilustrada por Chris Weston.
Time Breakers narra las hazañas de un equipo auto-reclutado de viajeros del tiempo dedicados a la creación de paradojas temporales, convencidos de que este es el único método para evitar la destrucción del tiempo mismo. A diferencia de la mayoría de los demás títulos de Helix, Time Breakers consiguió una base de lectores fieles, pero las bajas ventas de la línea Helix disuadieron a DC de renovar el título para una serie adicional.

## Sinopsis de la trama
A finales de la década de 1950, Angela Attenborough es una joven ama de casa aburrida que lleva una vida cómoda pero tediosa, casada con Phillip, su esposo médico. Un día, tres personajes con atuendos extraños se le aparecen en el bosque y le entregan un disco raro capaz de alterar las ondas de probabilidad mediante el simple poder del pensamiento. Tras una serie de desventuras durante los años siguientes, Angela se libra de Phillip y se embarca en una carrera como ladrona de joyas parisina. Cuando un atraco sale mal, es rescatada y transportada fuera del tiempo por el mismo grupo heterogéneo con el que se encontró antes, incluyendo a una mujer que identifica como una versión futura de sí misma.
Angela se encuentra en el Estanque de la Paradoja, santuario y cuartel general de sus salvadores, un grupo heterogéneo que se autodenomina Rompedores del Tiempo y que incluye a Leo Kharshovsky, su futura alma gemela. Se le explica a Angela que la razón de ser de los Rompedores es unir diversos episodios de la historia mediante actos deliberados de paradoja que, de este modo, fortalecen la vida y la naturaleza misma de la realidad. De hecho, todos los miembros del equipo han sido reclutados en períodos aleatorios de la historia humana mediante actos de intervención paradójica orquestados por versiones antiguas de sí mismos.
En oposición a los Rompedores se encuentran los Héroes del Conocimiento o Conocedores, cuyas acciones, al resistir la paradoja, fomentan la destrucción del tiempo y la liberación de todas las almas de la prisión de la vida. Esta destrucción se manifiesta en forma de una tormenta temporal que se extiende desde el futuro lejano hacia atrás en el tiempo, erradicando toda la historia hasta el siglo XXI, y que pronto convergerá en el presente.
A medida que avanza el arco argumental, los Rompedores buscan influir en diversos incidentes de la historia humana, como la colaboración en Cambridge a principios del siglo XX entre Srinivasa Ramanujan y G.H. Hardy, y mantenerse a la vanguardia de los Conocedores. La narrativa concluye con la implementación de una metaparadoja que da sentido a los orígenes de las dos facciones de viajeros en el tiempo y, a la vez, destruye y preserva la continuidad de la historia.

## Temas
En su introducción al título Pollack afirmó que su motivación al escribir la serie fue explotar una nueva perspectiva del cliché del viaje en el tiempo como recurso literario. En lugar de cuestionar la lógica de las paradojas tradicionales del viaje en el tiempo, un tema ya abordado exhaustivamente por autores como Heinlein y otros, busca demostrar que una paradoja robusta y autoperpetuante puede dar sentido a la estructura del universo mismo. Por lo tanto, buscó componer una narrativa donde la creación, y no la prevención, de la paradoja fuera el objetivo de los protagonistas principales.

## Colecciones
La editorial estadounidense DC Comics perdió los derechos de Time Breakers en 2016, lo que llevó a qué Rachel Pollack y Chris Weston a recuperar los derechos de la obra, que finalmente se recopiló en una edición italiana en 2017. A fecha de mayo de 2024 Weston estaba financiando colectivamente una edición en inglés. Finalmente el cómic recopilatorio se público en octubre de 2024, en tapa dura y con un total de 124 páginas, a un precio de 45 dólares.